# Vloerzegem
Vloerzegem is een dorp in de Belgische provincie Oost-Vlaanderen. Samen met Smeerebbe vormt het Smeerebbe-Vloerzegem, een deelgemeente van Geraardsbergen, met een oppervlakte van 366 ha (Vloerzegem 180 ha, Smeerebbe 186 ha).
Vloerzegem heeft als postnummer 9506, samen met de kleine helft van de Geraardsbergse deelgemeenten. Het dorp ligt in de Denderstreek, in Zandlemig Vlaanderen, in een golvend landschap waarvan de hoogte varieert van 22m tot 47m.

## Geschiedenis
Vloerzegem - plaatselijk 'Vluzzegem' - wordt voor het eerst in 1148 vermeld als 'Florsengem', wat niet eens zo ver af staat van de Germaanse grondvorm 'Florsinga Haim' of 'Nederzetting van Florso's nakomelingen' (vgl. Karolingers, de nakomelingen van Karel de Grote).
De parochie behoorde tot aan de Franse Revolutie tot het kerngebied van de Baronie van Boelare, in de kasselrij en het Land van Aalst. Ze vormde samen met Schendelbeke een vierschaar. Bij de invoering van de gemeente werd Vloerzegem een parochie, maar in 1825 werd het al samengevoegd met Smeerebbe tot de gemeente Smeerebbe-Vloerzegem, dat in 1977 een deelgemeente werd van de stad Geraardsbergen.

## Bezienswaardigheden
De 16de-eeuwse parochiale Sint-Mattheüskerk is laat-gotisch, met een oudere westtoren. De regering beschermde ze in 1974 samen met de onmiddellijke omgeving als monument en als landschap.

## Natuur en landschap
Vloerzegem ligt aan de Watermolenbeek op een hoogte van 23 meter.

## Nabijgelegen kernen
Smeerebbe, Idegem, Schendelbeke, Ophasselt
Deelgemeenten: Geraardsbergen · Goeferdinge · Grimminge · Idegem · Moerbeke · Nederboelare · Nieuwenhove · Onkerzele · Ophasselt · Overboelare · Schendelbeke · Smeerebbe-Vloerzegem · Viane · Waarbeke · Zandbergen · Zarlardinge

Overige plaatsen: Atembeke · Smeerebbe · Vloerzegem

Belgische gemeenten · Arrondissement Aalst · Oost-Vlaanderen · Vlaanderen